# Hasta mañana (película de 1960)
Hasta mañana (título original: Do widzenia, do jutra) es una película polaca de drama y romance de 1960, dirigida por Janusz Morgenstern, escrita por Zbigniew Cybulski, Bogumił Kobiela y Wilhelm Mach, musicalizada por Krzysztof Komeda, en la fotografía estuvo Jan Laskowski y los protagonistas son Zbigniew Cybulski, Teresa Tuszynska y Grazyna Muszynska, entre otros. El filme fue realizado por Zespol Filmowy “Kadr” y se estrenó el 25 de mayo de 1960.

## Sinopsis
Jacek es un atractivo joven polaco que trabaja en el teatro. En una ocasión, en las calles de Gdansk, conoce a Marguerite, la hija del cónsul de Francia, y al instante queda enamorado.